# Los Mezquites, Sinaloa
Los Mezquites är en ort i Mexiko.   Den ligger i kommunen Sinaloa och delstaten Sinaloa, i den västra delen av landet, 1 200 km nordväst om huvudstaden Mexico City. Los Mezquites ligger 171 meter över havet och antalet invånare är 333.
Terrängen runt Los Mezquites är kuperad. Runt Los Mezquites är det glesbefolkat, med 19 invånare per kvadratkilometer. Närmaste större samhälle är Bacubirito, 18,6 km sydost om Los Mezquites. I omgivningarna runt Los Mezquites växer huvudsakligen savannskog.